# New Stuyahok
New Stuyahok ist eine Stadt in der Dillingham Census Area in Alaska. Nach der Volkszählung 2019 lebten dort 509 Personen.

## Geographie
New Stuyahok liegt am Nushagak River, etwa 20 km flussaufwärts von Ekwok.

## Geschichte
1918 wurde das Old Village flussabwärts ins Mulchatna Gebiet verlegt. In den 1920er und 1930er Jahren wurde das Dorf ins Rentierprogramm der Regierung einbezogen. Doch bis 1942 hatte sich die Herde in nichts aufgelöst. Das Dorf wurde überflutet und es lag zu weit flussaufwärts, um mit Booten versorgt zu werden. So wurde das Dorf 1942 flussabwärts an den heutigen Ort verlegt. Die erste Schule wurde 1961 gebaut und im selben Jahr wurde ein Postamt errichtet. 1972 erhielt der Ort Stadtrecht.

## Kultur
New Stuyahok ist ein Dorf der Yupik mit russisch-orthodoxem Einfluss. Die Einwohner leben vom Fischfang (Lachs) und sind Selbstversorger. Hauptquellen für Fleisch sind Elch, Karibu, Kaninchen, Enten und Gänse.

## Verkehr
Der staatliche Flugplatz New Stuyahok (IATA-Code KNW) verbindet New Stuyahok mit Ekwok, Dillingham und Koliganek. Kleine Boote, Quads und Schneemobile sind die gebräuchlichen lokalen Transportmittel.